# Danelaw

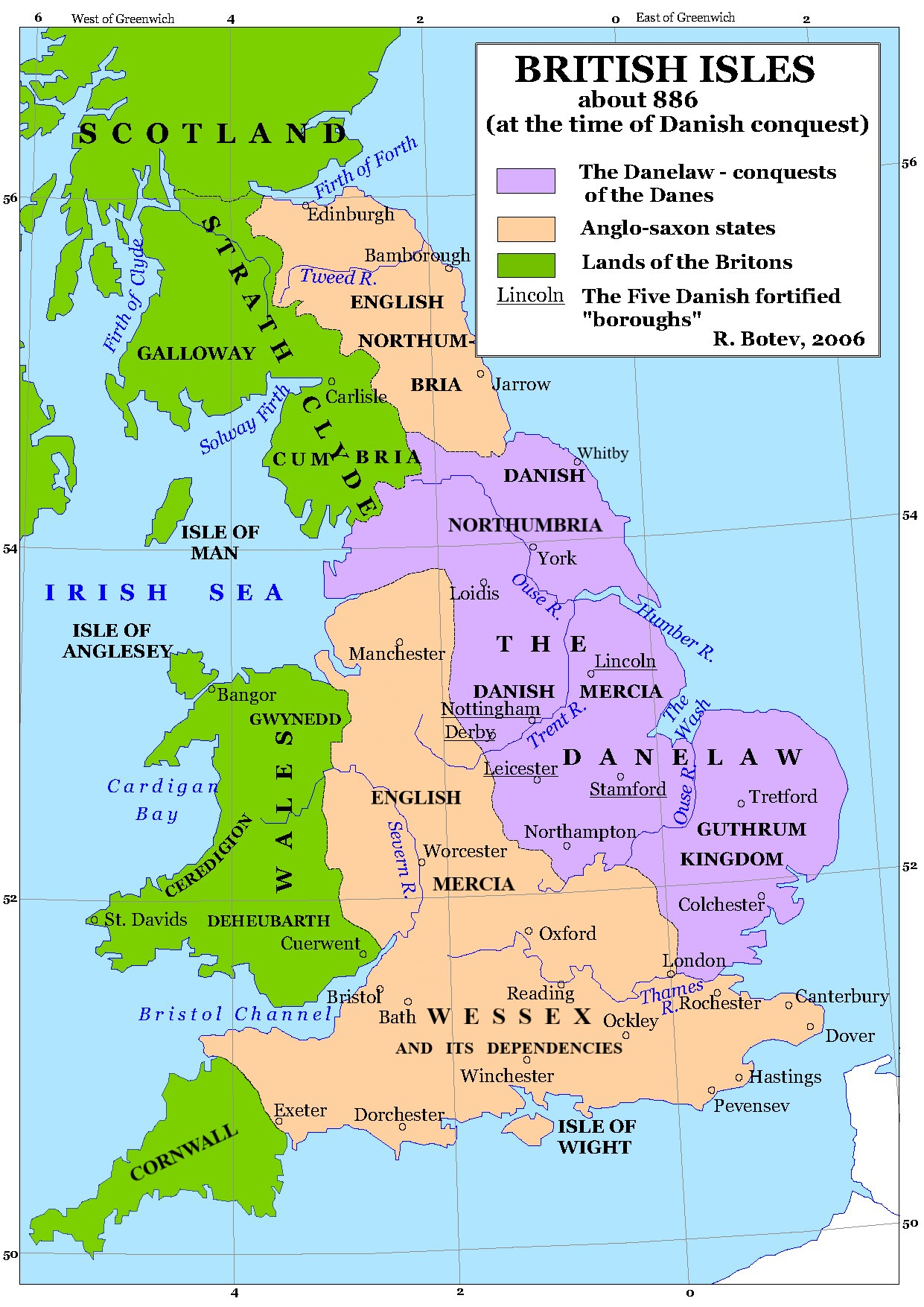
L'Angleterre vers 886. Le Danelaw est en violet.

Le Danelaw (Dena lagu en vieil anglais, Danelagen en danois), tel que défini dans la Chronique anglo-saxonne, est le nom donné à la partie de la Grande-Bretagne où s'appliquait la loi (law) des « Danois » (Dane), les envahisseurs vikings venus du Danemark (ainsi que de Norvège), et où cette loi supplantait celle des Anglo-Saxons. Les historiens modernes ont donné à ce terme un sens géographique : le Danelaw s'étendait sur le Nord et l'Est de l'Angleterre. La présence des Danois démarre en 865 pour une période qui dure jusqu'en 954, fin définitive de la présence nordique après la mort d'Éric à la Hache sanglante, dernier roi scandinave ayant contrôlé une partie de l'Angleterre.
Le terme Danelaw décrit également l'ensemble des conditions et définitions légales créées par les traités entre le roi anglais Alfred le Grand et le danois Guthrum, établis après la défaite de ce dernier à Ethandun en 878. En 886, le traité entre Alfred et Guthrum fut formalisé, définissant la frontière entre leurs royaumes, avec des clauses pour les relations pacifiques entre Anglo-Saxons et Vikings.
La loi danoise dominait dans les anciens royaumes de Northumbrie et d'Est-Anglie, ainsi que dans la région des Cinq Bourgs (Leicester, Nottingham, Derby, Stamford et Lincoln).
La prospérité du Danelaw, notamment du royaume de Jórvík, en fit une cible pour de nouveaux envahisseurs vikings. Les conflits avec le Wessex et la Mercie sapèrent sa puissance et l'affaiblissement de sa puissance militaire conduisit à sa soumission à Édouard l'Ancien en échange de sa protection.

## Géographie

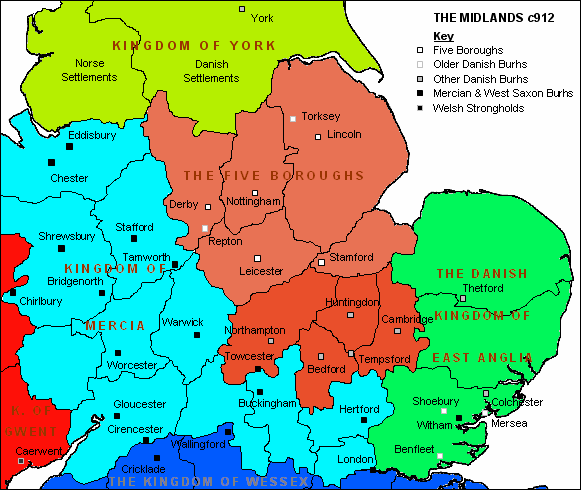
Les Midlands au début du Xe siècle.

Le Danelaw occupait l'Angleterre au nord d'une ligne Londres-Chester, hormis la partie de la Northumbrie située à l'est des Pennines. Au sein de ce territoire, cinq villes fortifiées étaient d'une importance majeure : Leicester, Nottingham, Derby, Stamford et Lincoln, appelées communément les Cinq Bourgs (Five Boroughs, du terme vieil anglais burg désignant un établissement fortifié de n'importe quelle taille).

## Histoire

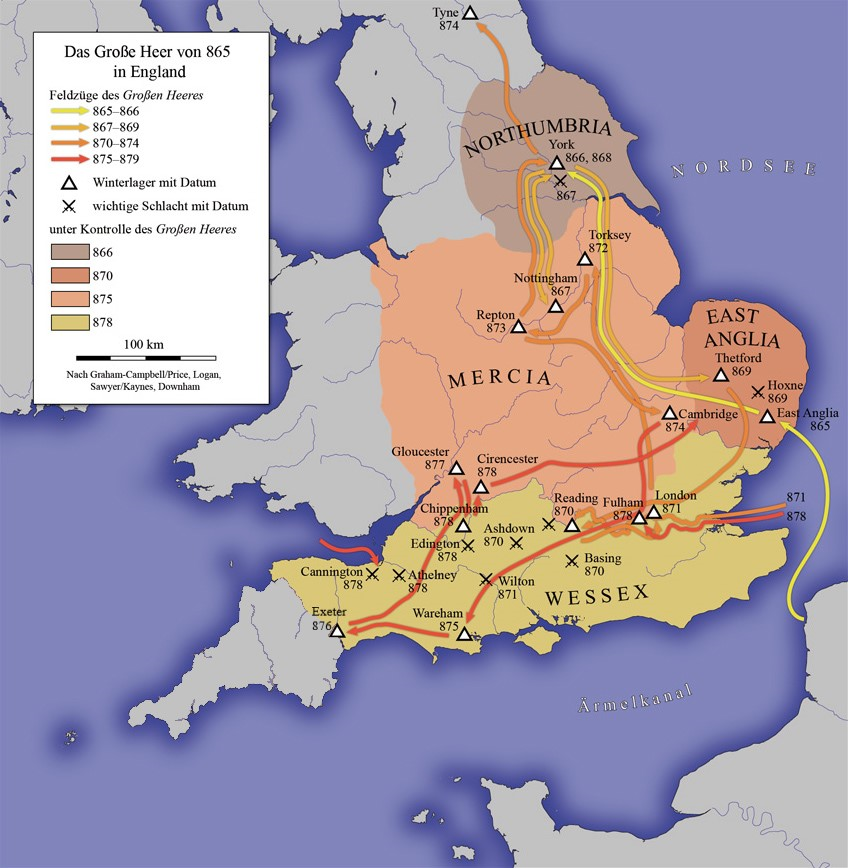
Campagnes de la Grande Armée (865-879).

À partir du début du IXe siècle, les offensives danoises sur les rivages des îles Britanniques commencent à s'accompagner d'un mouvement de colonisation. Les Danois s'établissent pour la première fois en Angleterre en 865, lorsque les frères Halfdan et Ivar Ragnarsson hivernent en Est-Anglie. En 867, ils partent vers le nord et, profitant de la guerre civile entre les rois Osberht et Ælle, s'emparent d'York, la plus grande ville de Northumbrie. Les deux rivaux sont tués et remplacés sur le trône par Ecgberht, un pantin dépourvu de tout pouvoir réel.
Le roi Æthelred du Wessex et son frère Alfred mènent leur armée contre les Danois à Nottingham, mais ces derniers refusent de quitter leurs fortifications pour combattre. Le roi Burgred de Mercie négocie avec Ivar, laissant Nottingham aux Danois en échange de la paix pour le reste de la Mercie. Conduits par Ivar, les Danois battent le roi Edmond le Martyr à Hoxne en 869 et s'emparent de son royaume d'Est-Anglie. Æthelred et Alfred tentent une nouvelle fois d'arrêter Ivar en l'attaquant à Reading, mais ils sont repoussés avec de lourdes pertes. Les Danois les pourchassent, mais sont vaincus le 7 janvier 871 à Ashdown. Les Danois se retirent à Basing, où Æthelred les relance, mais il est à son tour vaincu. Ivar confirme cette victoire par une seconde, en mars, à Meretun.
Æthelred meurt le 23 avril et Alfred lui succède sur le trône du Wessex. Affaibli par les défaites récemment subies, il doit payer tribut à Ivar afin d'obtenir la paix. Les Danois se tournent alors vers le nord et envahissent la Mercie, dans une campagne qui dure jusqu'en 874 et aboutit à la chute du royaume et la mort d'Ivar. Guthrum lui succède à la tête des troupes et poursuit la guerre. En dix ans, les Danois ont conquis l'Est-Anglie, la Northumbrie et la Mercie : seul le Wessex leur résiste encore.
La guerre éclate à nouveau en 876. Les Danois s'emparent des forteresses de Wareham et Exeter, dans lesquelles Alfred les assiège. Ils doivent se rendre après la perte de leurs renforts dans une tempête. Deux ans après, Guthrum attaque de nouveau, surprenant les troupes d'Alfred qui hivernaient à Chippenham. Alfred est sauvé lorsque l'armée danoise qui devait le prendre à revers s'attarda pour s'emparer de la forteresse de Countisbury Hill, dont les défenseurs, menés par un ealdorman nommé Odda (en), écrasent les Danois (bataille de Cynwit).
Alfred doit se cacher pendant un temps à Athelney, dans les marécages du Somerset, puis il rassemble une armée au printemps 878 et attaqua Guthrum à Edington. Les Danois, vaincus, se retirent à Chippenham. Assiégés par Alfred, ils ne tardèrent pas à se rendre. Comme condition de cette reddition, Alfred exige que Guthrum soit baptisé et devienne son filleul.
La paix dura jusqu'en 884, date d'une nouvelle attaque de Guthrum, sur le Kent cette fois-ci. Alfred le bat et conclut un traité de paix qui fixe les frontières du Danelaw et accorde l'autonomie aux Danois dans cette région.
Au début du Xe siècle, les Danois doivent faire face aux enfants d'Alfred le Grand : sa fille Æthelflæd, dame des Merciens, qui reprend Derby en 917, et son fils Édouard l'Ancien, qui remporte une grande victoire face aux Northumbriens en 911 à Tettenhall, annexe la Mercie à la mort d'Æthelflæd, et reprend l'Essex et l'Est-Anglie aux envahisseurs. En 918, tous les Danois au sud du Humber lui sont soumis, et à sa mort, même la Northumbrie est occupée.
Les Vikings poursuivent encore leurs efforts en Angleterre pendant deux décennies. En 937, Olaf Gothfrithson est vaincu à Brunanburh par Æthelstan, mais il revient deux ans après et profite de la mort d'Æthelstan pour reprendre York et les Cinq Bourgs. Cette reconquête est éphémère : dès 943, Edmond, successeur d'Æthelstan, reprend les Cinq Bourgs, puis York l'année suivante. En 954, la mort d'Éric à la Hache sanglante, qui avait brièvement relevé le royaume viking d'York, marque la fin du Danelaw.

## Colonisation scandinave

### Nombre des colons et déroulement de la colonisation
Comme il n'existe pour ainsi dire aucune source écrite sur la colonisation scandinave du Danelaw, la recherche n'est pas encore parvenue à un consensus général. Les sources archéologiques ne peuvent également que répondre partiellement aux questions ouvertes. La seule source écrite contemporaine mentionnant l'établissement de colons scandinaves est la Chronique anglo-saxonne.
Cette dernière mentionne, pour les années 876 et 877, le partage de terres de Northumbrie et respectivement de Mercie orientale entre les membres de la Grande Armée.
Pour l'année 892, la chronique rapporte que la Grande Armée s'est embarquée avec des chevaux pour l'Angleterre et, pour l'année 893, que l'armée anglaise a mis la main sur toutes les possessions des Danois, ainsi que sur les femmes et les enfants, lors de l'attaque du camp de l'armée viking à Benfleet. L'année suivante, il est écrit que les Danois ont mis leurs femmes en sécurité en Est-Anglie. En 896, la chronique rapporte que, après la dissolution de l'armée danoise, une partie se rend en Northumbrie, une partie en Est-Anglie et que les plus pauvres s'embarquent pour de nouveaux pillages en France. Lorsque plusieurs rois irlandais s'allient en 902 et vainquent les Vikings de Dublin, ces derniers viennent s'établir dans le nord-ouest de l'Angleterre,.
On estime aujourd'hui que la taille de la Grande Armée de 865 était de 500 à 3 000 hommes,,. Ce chiffre réduit ne doit toutefois pas faire oublier que l'armée, composée de Vikings bien dirigés et entraînés au combat, s'opposait le plus souvent à des paysans enrôlés hâtivement qui n'avaient que peu de chances de gagner. De la même manière, la grande armée qui, selon la Chronique anglo-saxonne, était venue du continent en deux groupes de 250 et 80 navires, aurait compté bien moins de 10 000 hommes selon les estimations actuelles. Pour expliquer la forte empreinte scandinave dans le Danelaw, la recherche pense qu'une seconde vague d'immigration aurait eu lieu après l'occupation militaire. Il est toutefois difficile d'apporter une preuve à cette affirmation.

### Héritage toponymique
La liste des noms de lieu qui est donnée dans le Domesday Book de 1086 permet de compléter les renseignements donnés par les sources écrites clairsemées à propos de la colonisation. Le Domesday Book a permis au roi Guillaume le Conquérant (roi de 1066 à 1087) de recenser les forces des terres qui appartiennent à la couronne. Il y a trois formes importantes de noms de lieu d'origine scandinave :
- Les noms composés d'un anthroponyme vieux norrois et de l'appellatif toponymique vieil anglais -tūn, signifiant « village, ferme » (exemple : Grimston, Barkston, Thurvaston, etc.), mais qui existe aussi en vieux norrois sous la forme tún de sens proche
- Les noms de lieux proprement scandinaves se terminant par l'appellatif -by « village, ferme ». On en compte près de 800, dont 200 situés dans le seul Lincolnshire[14] (exemples : Appleby, Derby, Selby, Danby, Thoresby).
- Les toponymes qui se terminent par l'appellatif -thorpe, ce qui décrivait un hameau éloigné (exemples : Scunthorpe, Swainthorpe, Weavethorpe)

Il y a, en plus des cas précités, d'autres appellatifs d'origine scandinave qui, bien que moins utilisés, figurent dans de nombreux noms de lieux. Il s'agit par exemple de noms en -ey, -bost, -dale, -gate, -kirk ou -toft. Sur le seul territoire des Cinq Bourgs, le Domesday Book liste plus de 500 noms de villages d'origine danoise.
Les anciens historiens partent du principe et du fait que la Grande Armée, sous la direction de ses chefs, s'est établie sur le territoire du Danelaw en grand nombre. La grande concentration observée de paysans libres (socmen) dans le Danelaw est l'un des arguments avancés pour soutenir la thèse d'un grand nombre de colons. Cela ne résulte toutefois pas directement des conditions économiques et sociales différentes que les colons scandinaves auraient importées. Au contraire, la guerre défensive menée dans le royaume du Wessex contre les envahisseurs scandinaves a plutôt conduit à une centralisation de l'administration et à une concentration des ressources économiques. Il y a ainsi eu une formation accrue de seigneuries terriennes peuplées de paysans non-libres et il en a résulté une diminution du nombre de paysans libres dans le monde anglo-saxon,. Le Danelaw, en revanche, reste politiquement divisé entre des chefs locaux et les paysans libres sont plus nombreux. Leur statut n'est d'ailleurs pas déterminé par leurs origines : seuls six des 74 paysans libres mentionnés dans des documents du XIe siècle portent des noms scandinaves.
Les réflexions sur l'histoire de la colonisation portent aussi sur la répartition territoriale des différents types de noms en comparaison avec les données agricoles. Les noms de village à suffixe en -tun se trouvent le plus souvent sur de bonnes terres arables. Il s'agit de villages anglo-saxons préexistants qui ont été renommés par leurs nouveaux occupants scandinaves. Les villages dont le nom se termine par -by semblent se référer à une deuxième phase d'établissement où des terres encore en friche mais utilisables ont été saisies. Ces lieux se trouvent bien moins souvent sur de bonnes terres arables. Les noms de lieux composés avec l'appellatif -thorpe se trouvent, eux, presque toujours en bordure des terres cultivables et semblent avoir été fondés en dernier.

### Héritage linguistique
L'héritage de l'invasion viking ne se limite pas à la seule toponymie mais aussi à la langue parlée. À l'époque du Danelaw, l'intercompréhension entre le vieux norrois et le vieil anglais existait encore, quoique faiblement. Cela entraîna l'incorporation de nombreux mots norrois dans le vocabulaire anglais, comme les mots law (« loi »), sky (« ciel ») et window (« fenêtre »), ainsi que les pronoms de la troisième personne du pluriel they, them et their (« ils, eux, leur(s) »). De nombreux mots norrois subsistent encore dans les dialectes du nord-est de l'Angleterre.

### Héritage génétique
En 2000, la BBC a missionné une équipe de scientifiques menée par le professeur David Goldstein pour mener une enquête génétique sur l'impact génétique de la présence viking en Grande-Bretagne. Le nom de cette mission confiée à des biologistes du University College London était « le Sang des Vikings » ou « Blood of the Vikings ». En 2001, la série documentaire de la BBC Blood of the Vikings compara des échantillons d'ADN de 2 000 Britanniques originaires de toute l'île avec celui de Scandinaves, afin de découvrir dans quelle mesure les Vikings ont laissé une trace sur l'île. L'étude a montré que l'influence norvégienne s'était étendue sur toute la Grande-Bretagne, l'échantillon le plus marqué étant celui de Penrith, en Cumbria. Les envahisseurs du Nord ont colonisé plus particulièrement certaines aires des îles Britanniques comme aux Orcades et aux Shetland. Cette étude portait sur la colonisation norvégienne car les descendants des Danois ne peuvent être distingués génétiquement des Anglo-Saxons.

## Législation
Le Danelaw fut un facteur important pour l'établissement d'une paix civile entre les communautés anglo-saxonnes et viking, définissant par exemple des équivalences sur des points de contentieux légaux, comme le prix exact des wergild. La plupart des concepts légaux des deux nations étaient compatibles : par exemple, le wapentake viking, l'unité standard de mesure des terres, était techniquement interchangeable avec le hundred anglo-saxon. L'emploi du site d'exécution et du cimetière de Walkington Wold, dans les Wolds du Yorkshire, suggère que la pratique judiciaire s'est poursuivie sans interruption.